# Septembre 1822

## Événements
- Mobilisation contre le projet d’union du Haut-Canada et du Bas-Canada[1].

- 7 septembre :
  - Date officielle retenue pour la proclamation de l'indépendance du Brésil. Selon la tradition, sur les bords de la rivière Ipiranga, Dom Pedro, de retour d'un voyage à São Paulo, reçoit les dépêches de Lisbonne : les Cortès ont réduit ses pouvoirs et critiqué durement sa politique. Sa réaction est brutale. C’est le « grito do Ipiranga » (le cri d’Ipiranga) : « l’indépendance ou la mort ! » (« Independência ou Morte! »).
  - France : les ultras profitent de l’abandon de Richelieu par le comte d’Artois pour pousser au ministère un de leurs chefs les plus adroits, le comte de Villèle[2].

- 8 septembre :
  - Le sultan de Mascate Seyyd Saïd signe le traité Moresby (en) avec Sir Robert Farquhar, gouverneur britannique de l’île Maurice, qui reconnaît l’autorité d’Oman sur la côte africaine du cap Guardafui au cap Delgado. En retour, le sultan interdit à ses sujets d’exporter des esclaves vers les nations chrétiennes et vers l’Inde[3]. À Zanzibar, l’interdiction de la traite, quoique inefficace, provoque une baisse sensible du prix des esclaves à l’exportation (40 dollars par tête vers 1780, 25 vers 1815, 20 en 1825).
  - Fin de l'ambassade de Chateaubriand à Londres.

- 14 septembre :
  - Jean-François Champollion déchiffre les hiéroglyphes[4].
  - Rémusat en voyage quitte Barante pour Lyon.

- 16 septembre : George Canning devient ministre des Affaires étrangères britannique (1822-1827)[5].

- 17 septembre : Le maire de la commune de Sarrigné Charles Alex. Bénard de Courtigis est démis de ses fonctions par un arrêté du ministre de l'intérieur Jacques-Joseph Corbière.

- 18 septembre : Rémusat quitte Lyon pour Coppet où il rejoint son ami Auguste de Staël, il y rencontre Étienne Dimont, Rossi et Sismondi

- 21 septembre, France : condamnation et exécution en place de Grève des quatre jeunes sous-officiers, les quatre sergents de La Rochelle soupçonnés d'être liés à la Charbonnerie, pour conspirer contre la monarchie. Ils refusent d'être arrachés au poteau d'exécution en dénonçant leurs complices. Guizot est impressionné par la profondeur de leur conviction.

- 23 septembre : constitution libérale au Portugal[6]. Liberté de la presse, chambre unique, abolition de l’Inquisition, veto suspensif pour le roi. Elle institue le principe de l’indivisibilité du territoire portugais et de la citoyenneté de tous ses habitants. Elle est applicable aux possessions d’outre-mer (Angola et Mozambique).

- 27 septembre : Jean-François Champollion expose devant l'Académie des inscriptions et belles-lettres son travail de déchiffrement de l'écriture hiéroglyphique. Il est capable de déchiffrer les hiéroglyphes grâce à la pierre de Rosette.

- Le 29 septembre: l'empereur d'Autriche François Ier éleva au rang de barons1 les cinq fils du fondateur de la dynastie (leur blason porte cinq flèches qui symbolisent les cinq branches de cette famille), Amschel Mayer Rothschild, ainsi que leurs descendants légitimes masculins et féminins portant le nom de Rothschild, sans distinction de nationalité.

Des mariages entre branches permettront à la famille de garder le contrôle de ses activités. Leur collaboration permettra aux Rothschild de se développer dans plusieurs domaines de l'activité bancaire, leur capacité de financement leur offrant ensuite des opportunités d'investissement. Ainsi au cours du XIXe siècle, ils deviendront d'importants financeurs et actionnaires dans l'exploitation minière et le développement du rail, deux des piliers du développement des économies industrielles en Europe. Les changements à la tête des gouvernements et d'autres événements politiques, jouèrent un rôle, positif ou négatif, sur la fortune de la famille mais trois événements furent marquants : les révolutions de 1848, la grande dépression des années 1930 et la montée du nazisme durant la Seconde Guerre mondiale. Seules les branches anglaise et française existent encore aujourd'hui, les branches allemande, autrichienne et italienne s'étant éteintes.

## Naissances
- 3 septembre : Gabriel Milin, militant bretonnant
- 13 septembre : Félix-Joseph Barrias, peintre français († 24 janvier 1907).
- 16 septembre : Charles Crocker, (mort le 14 juin 1888), était un entrepreneur. Il naquit dans la ville de Troy, dans une famille modeste avant de s'installer dans une ferme de l'Iowa à l'âge de quatorze ans. En 1845, il fonda une forge de fer, puis, après avoir entendu parler de la ruée vers l'or en Californie, il forma un groupe d'hommes et s'installa sur la côte ouest en 1850. Après deux années infructueuses, il ouvrit un magasin d'habillement à Sacramento.
- 20 septembre : August Karl Krönig (mort en 1879), physicien et chimiste allemand.